# Gudo, Ticino
Gudo är en ort i kommunen Bellinzona i kantonen Ticino, Schweiz. 
Gudo var tidigare en egen kommun, men den 2 april 2017 inkorporerades Gudo och elva andra kommuner i Bellinzona.